# Molophilus perserenus
Molophilus perserenus är en tvåvingeart som beskrevs av Alexander 1978. Molophilus perserenus ingår i släktet Molophilus och familjen småharkrankar. Inga underarter finns listade i Catalogue of Life.